# Shek Ngau Chau
Shek Ngau Chau is een klein Hongkongs eiland in het noordoosten van de New Territories. Het ligt in de Tai Pangbaai en staat onder bestuur van het district Tai Po. Het ligt ten noordoosten van Sai Kungschiereiland. Het noorden van Shek Ngau Chau ligt dicht bij Dapengschiereiland en Lu Wan. Het eiland ligt dichter bij het vasteland van China dan bij Hongkong.
Omdat Shek Ngau Chau een zeer kleine aanmeerplaats heeft, komen er weinig toeristen. De oorspronkelijke bewoners van het eiland zijn inmiddels verhuisd naar elders.